# A-League Men
A-League (có tên chính thức là Isuzu UTE A-League vì lí do tài trợ) là giải đấu cao nhất của các câu lạc bộ bóng đá Úc. Lần đầu tiên được tổ chức vào năm 2005 với tên gọi Giải bóng đá hạng nhất Úc (W - League) và đội đoạt giải vô địch đầu tiên là câu lạc bộ New Zealand. Câu lạc bộ nhiều lần đoạt chức vô địch nhất là Sydney FC với 5 lần. A-League được Liên đoàn bóng đá Úc (FFA) thành lập năm 2004. Giải đấu hiện có 12 đội;Các giải đấu nam, nữ đã hợp nhất lại thành A-Leagues thống nhất.
Các câu lạc bộ A-League thành công giành quyền tham dự Cúp Liên đoàn các châu lục, AFC Champions League (ACL). Vào năm 2014, Western Sydney Wanderers đã trở thành câu lạc bộ của Úc đầu tiên vô địch AFC Champions League 2014.
Kể từ khi thành lập, có 7 câu lạc bộ đã đăng quang A-League và sáu câu lạc bộ đã đăng quang Chức vô địch A-League. Nhà vô địch hiện tại là Melbourne City FC.

## Câu lạc bộ
Giải A-League Nam hiện có 13 đội :11 đội từ Úc và 2 đội từ New Zealand là Wellington Phoenix và Auckland 
| Câu lạc bộ hiện tại      | Câu lạc bộ hiện tại                                               | Câu lạc bộ hiện tại                      | Câu lạc bộ hiện tại  | Câu lạc bộ hiện tại | Câu lạc bộ hiện tại | Câu lạc bộ hiện tại    | Câu lạc bộ hiện tại |
| CLB                      | Thành Phố                                                         | Sân Nhà                                  | Sức Chứa             | Thành Lập           | Năm tham gia        | Huân luyện viên trưởng | Đội trưởng          |
| ------------------------ | ----------------------------------------------------------------- | ---------------------------------------- | -------------------- | ------------------- | ------------------- | ---------------------- | ------------------- |
| Adelaide United          | Adelaide, South Australia                                         | Coopers Stadium                          | 17,000               | 2003                | 2005                | Carl Veart             | Craig Goodwin       |
| Brisbane Roar            | Brisbane, Queensland                                              | Moreton Daily Stadium                    | 11,500               | 1957                | 2005                | Warren Moon            | Tom Aldred          |
| Central Coast Mariners   | Gosford, New South Wales                                          | Central Coast Stadium                    | 20,059               | 2004                | 2005                | Nick Montgomery        | Oliver Bozanic      |
| Macarthur FC             | Macarthur, New South Wales                                        | Campbelltown Stadium                     | 20,000               | 2017                | 2020                | Ante Milicic           | Ulises Dávila       |
| Melbourne City           | Melbourne, Victoria                                               | AAMI Park                                | 30,050               | 2009                | 2010                | Patrick Kisnorbo       | Scott Jamieson      |
| Melbourne Victory        | Melbourne, Victoria                                               | AAMI Park                                | 30,050               | 2004                | 2005                | Tony Popovic           | Joshua Brillante    |
| Newcastle Jets           | Newcastle, New South Wales                                        | McDonald Jones Stadium                   | 33,000               | 2000                | 2005                | Arthur Papas           | Matthew Jurman      |
| Perth Glory              | Perth, Western Australia                                          | HBF Park                                 | 20,500               | 1995                | 2005                | Ruben Zadkovich        | Brandon O'Neill     |
| Sydney FC                | Sydney, New South Wales                                           | Netstrata Jubilee StadiumLeichhardt Oval | 20,500 20,000        | 2004                | 2005                | Steve Corica           | Alex Wilkinson      |
| Wellington Phoenix       | Wellington, New Zealand (temporarily Wollongong, New South Wales) | Sky StadiumWIN Stadium                   | 34,500 23,000        | 2007                | 2007                | Ufuk Talay             | Alex Rufer          |
| Western Sydney Wanderers | Sydney, New South Wales                                           | CommBank Stadium                         | 30,000               | 2012                | 2012                | Mark Rudan             | Rhys Williams       |
| Western United           | Wyndham, Victoria                                                 | GMHBA StadiumMars StadiumAAMI Park       | 36,000 11,000 30,050 | 2017                | 2019                | John Aloisi            | Alessandro Diamanti |

## Đội vô địch
| Mùa     | Vô địch                | Đội đứng đầu             |
| ------- | ---------------------- | ------------------------ |
| 2005–06 | Sydney FC              | Adelaide United          |
| 2006–07 | Melbourne Victory      | Melbourne Victory        |
| 2007–08 | Newcastle Jets         | Central Coast Mariners   |
| 2008–09 | Melbourne Victory      | Melbourne Victory        |
| 2009–10 | Sydney FC              | Sydney FC                |
| 2010–11 | Brisbane Roar          | Brisbane Roar            |
| 2011–12 | Brisbane Roar          | Central Coast Mariners   |
| 2012–13 | Central Coast Mariners | Western Sydney Wanderers |
| 2013–14 | Brisbane Roar          | Brisbane Roar            |
| 2014–15 | Melbourne Victory      | Melbourne Victory        |
| 2015–16 | Adelaide United        | Adelaide United          |
| 2016–17 | Sydney FC              | Sydney FC                |
| 2017–18 | Melbourne Victory      | Sydney FC                |
| 2018–19 | Sydney FC              | Perth Glory              |
| 2019-20 | Sydney FC              | Sydney FC                |
| 2020-21 | Melbourne City         | Melbourne City           |
| 2021-22 | Western United         | Melbourne City           |
| 2022-23 | Central Coast Mariners | Melbourne City           |
| 2023-24 | Central Coast Mariners | Central Coast Mariners   |